# Ernestviller
Ernestviller (Duits: Ernstweiler in Lothringen) is een gemeente in het Franse departement Moselle (regio Grand Est) en telt 509 inwoners (1999). De plaats maakt deel uit van het arrondissement Sarreguemines.

## Geografie
De oppervlakte van Ernestviller bedraagt 4,4 km², de bevolkingsdichtheid is 115,7 inwoners per km².
De onderstaande kaart toont de ligging van Ernestviller met de belangrijkste infrastructuur en aangrenzende gemeenten.

## Demografie
Onderstaande figuur toont het verloop van het inwonertal (bron: INSEE-tellingen).